# Andreas Skovgaard
Andreas Skovgaard, né le 27 mars 1997 , est un footballeur danois évoluant au poste de défenseur central au FC Nordsjaelland.

## Biographie
Andreas Skovgaard se forme au FC Nordsjaelland, et participe notamment au Tournoi de Viareggio en février 2015.
Le 28 février 2016, il joue son premier match professionnel en remplaçant son compatriote Tobias Mikkelsen face au Viborg FF. Il s'impose rapidement, ne ratant ensuite aucun match du reste de la saison de Superliga 2015-2016, et signant son premier contrat professionnel en mars 2016.
Son temps de jeu conséquent lui permet d'être sélectionné dans l'équipe nationale des moins de 20 ans de son pays fin 2016, après avoir déjà préalablement porté le maillot de la sélection U19.